# Эдоков, Владимир Иванович
Влади́мир Ива́нович Эдо́ков (15 января 1936, Ойрот-Тура, Ойротская АО, РСФСР, СССР — 5 декабря 1995, Горно-Алтайск, Россия) — первый алтайский искусствовед, член Союза художников СССР и России. Исследовал алтайское изобразительное искусство, а также жизнь и творчество Григория Гуркина.

## Биография
Владимир Эдоков родился 15 января 1936 года в городе Ойрот-Тура (сейчас Горно-Алтайск) Ойротской автономной области РСФСР. Его отцом был поэт и переводчик Иван Ильич (Аргымай) Эдоков (1908—1938) из рода Мундус, работавший учителем в селе Сайдыс и редактором газеты «Кызыл Ойрот». Мать Дарья Ефимовна (1910—1988) работала акушеркой. У Владимира было два брата — врач Анатолий и литературный деятель Александр.
Рос без отца: его репрессировали в 1937 году. С детства хорошо рисовал, интересовался искусством.
В 1943 году Владимир поступил в первый класс четырёхлетней школы села Дъектиек, с 1951 по 1953 год учился на подготовительном отделении, а с 1953 по 1957 год — на факультете русского языка и литературы ГАГПИ. В течение года он работал лаборантом и ассистентом кафедры русской и советской литературы. С 1958 по 1963 год учился на факультете теории и истории изобразительного искусства ИЖСА, одновременно был вольнослушателем на факультете живописи.
С 1963 по 1965 год Владимир Иванович преподавал рисование в Горно-Алтайском педагогическом училище. Вместе с тем до 1970 года преподавал в ГАГПИ историю русского и советского изобразительного искусства.
С 1 января 1966 года и до конца своей жизни Владимир Эдоков работал в ГАНИИИЯЛ.
Владимир Иванович Эдоков умер 5 декабря 1995 года в Горно-Алтайске.

## Научная и просветительская деятельность
В январе 1966 года Владимира Эдокова приняли младшим научным сотрудником сектора истории ГАНИИИЯЛ. В январе 1968 года он стал старшим научным сотрудником.
В октябре 1971 года, спустя два года после написания, защитил кандидатскую диссертацию по теме «Г. И. Гуркин — первый алтайский художник».
С апреля 1972 года Владимир Иванович исполнял обязанности заведующего сектором народного творчества, в августе 1976 года стал заведующим. В апреле 1990 года его утвердили в научном звании ведущего научного сотрудника.
Владимир Иванович создал в ГАИГИ сектор искусствоведения, исследовавший алтайскую художественную культуру XX века, в 1995 году стал его заведующим.
Главная тема научных исследований Владимира Эдокова — жизнь и творчество Григория Гуркина — сформировалась во время учёбы в ИЖСА. Собирая материал о его полотнах, искусствовед впервые обнаружил фрагменты писем, статей и очерков художника, а также картины и комментарии к ним.

Эдоков так описывает свой интерес к творчеству Гуркина: 
В начале 60-х я учился в Ленинградской академии художеств. За 60 лет до меня здесь же учился Гуркин, и я был просто обязан отыскать следы своего земляка. Стал рыться в академических архивах. Нашел много интересных материалов, написал о нём дипломную работу, её опубликовали отдельной книжкой. С этого все и началось…Интервью с корреспондентом газеты «Звезда Алтая», февраль 1995 года
Владимир Эдоков изучал историю народного и изобразительного искусства, организовывал экспедиции по сбору фольклора.
Руководил секцией литературы и искусства республиканского отделения общества «Знание». Вёл факультативный курс «Культура и искусство Горного Алтая» в ГАГПИ, читал лекции по изобразительному искусству, публиковался в газетах.

## Общественная деятельность
С июня 1969 года по январь 1988 года Владимир Эдоков руководил общественным Советом художников при областном Доме народного творчества. В 1970 году он стал членом фондово-закупочной комиссии Горно-Алтайского краеведческого музея. Сотрудничал с Дирекцией художественных
фондов и проектирования памятников. В 1972 году Владимира Эдокова приняли в члены Союза художников СССР, в январе 1975 года ввели в состав творческой комиссии по критике и искусствознанию правления Союза художников РСФСР, а в марте 1988 года избрали председателем Горно-Алтайского отделения Советского фонда культуры. В сентябре 1989 года он стал членом национального координационного Совета по художественным ремёслам Министерства культуры. Владимир Эдоков был одним из инициаторов создания Союза художников Республики Алтай, возглавлял его с ноября 1992 года по 1995 год. В ноябре 1993 года его избрали в состав правления Союза художников России. 
Владимир Эдоков входил в состав конкурсной комиссии по созданию государственных символов Горно-Алтайской ССР (впоследствии — Республики Алтай).

## Награды и звания
- Медаль «За доблестный труд» (1970)[10];
- Почётная грамота Министерства культуры РСФСР и ЦК профсоюза работников культуры и искусства (октябрь 1986)[22].

## Память
В память о Владимире Эдокове провели четыре научные конференции.
В 2001 году вышел указ Главы Республики Алтай, в котором предписывалось установить мемориальную доску.
В 2016 году в Национальном музее имени Анохина открылась выставка, посвящённая искусствоведу.
В 2021 году тиражом в 300 экземпляров вышел сборник периодических публикаций и статей Владимира Эдокова «Яркие краски Алтая».
16 сентября 2021 года на доме, где проживал искусствовед, установили мемориальную доску.